# Pac-Man (sèrie de dibuixos animats)
Pac-Man (nom original en anglès: Pac-Man: The Animated Series) és una sèrie televisiva de dibuixos animats formada de 44 episodis de 23 minuts, produïda per l'estudi d'animació estatunidenca Hanna-Barbera i basada en el popular videojoc d'arcade Pac-Man, creat el 1979 per l'empresa Namco (coneguda posteriorment com a Bandai Namco Entertainment). Fou emesa a la cadena estatunidenca American Broadcasting Company entre 1982 i 1984.
És la primera sèrie de dibuixos animats basada en un videojoc.
A Catalunya la sèrie fou emesa als anys 1980 per TV3, des del 16 de gener 1984, sent considerada com la primera sèrie de dibuixos animats que va emetre la cadena catalana.

## Argument
La sèrie explica les aventures del cèlebre Pac-Man i la seva família: l'esposa Pac-Mare, llur fill Pac-Piuet, llur gos Chomp-Chomp i llur gat Sour Puss. La família Pac-Man habita a Pac-Land, un indret habitat per petits éssers grocs i rodons.
Pac-Man es passa la gran part de la sèrie protegint a la seva llar dels seus enemics: cinc fantasmes anomenats Blinky, Inky, Pinky, Clyde i Sue. Dirigits pel malvat Mezmaron, la missió dels fantasmes és de localitzar els cocos energètics que serveixen d'alimentació primària als habitants de Pac-Land i que els proveeixen de força i energia.
Perseguit constantment pels cinc fantasmes que el volen mossegar, Pac-Man obté superpoders quan aconsegueix empassar-se un grapat de cocos energètics. Esdevé aleshores caçador i la persecució es capgira. Cada cop que Pac-Mac mossega a un dels fantasmes, aquest desapareix, quedant-ne només els ulls.
A la segona (i darrera) temporada, Pac-Man obté l'ajuda de Super Pac, un superheroi que dona un cop d'efecte suplementari a la sèrie, fent-la més còmica. També apareix un nou personatge, PJ, un cosí molt perspicaç de Pac-Mac.

## Personatges

### Família Pac-Man
Pac-Man
És el protagonista de la sèrie. Treballa de guàrdia de seguretat del bosc màgic. És també anomenat Pac-Pare.
Pac-Mare
És l'esposa de Pac-Man.
Pac-Piuet
És el fill de la parella Pac-Man. És fàcil de confondre amb una nena, però en el capítol "El pac-somni del Pac", Pac-Man beu una poció màgica que el fa adormir gairebé 20 anys. Pac-Piuet, que ha crescut, es representa com un jove.
Chomp-Chomp
És el gos de la família Pac-Man.
Sour Puss
És el gat de la família Pac-Man, de color taronja.
Pac-Junior
És el cosí jove de Pac-Man.

### Malfactors
Clyde
És el fantasma taronja i el cap de la banda dels fantasmes.
Pinky
És el fantasma rosa, capaç de transformar-se.
Inky
És el fantasma blau. Burro i despistat.
Blinky
És el fantasma vermell. És molt covard.
Sue
És la fantasma femenina.
Mezmaron
És el megalòman líder dels fantasmes. És un humà gegant, calb i molt sever. La seva boca la porta sempre tapada i no se li veu.

## Episodis (títol original)

### Primera temporada (1982-1983)
1. Presidential Pac Nappers
2. Picnic in Pac Land
3. South Paw Packy
4. Pac Baby Panic
5. Hocus Pocus Pac Man
6. The Great Pac Quake
7. Pacula
8. Trick or Chomp
9. Super Ghosts
10. Invasion of the Pac Pups
11. Once Upon a Chomp
12. Attack of the Pac Mummy
13. The Day the Forest Disappeared
14. The Pac Man in the Moon
15. Neander Pac Man
16. Journey to the Center of Pac Land
17. The Abominable Pac Man
18. The Bionic Pac Women
19. Chomp Out at the Okay Corral
20. The Great Power Pellet Robbery
21. A Bad Case of the Chomps
22. Back Packin' Packy
23. Sir Chomp A Lot
24. Goo Goo at the Zoo
25. Pac-Mummy
26. Nighty Nightmares

### Segona temporada (1983-1984)
1. Here's Super-Pac!
2. Hey, Hey, Hey...It's P.J.
3. The Super-Pac Bowl
4. Journey into the Pac-Past
5. The Old Pac-Man and the Sea
6. Pac-A-Thon
7. The Greatest Show in Pac-Land
8. Around the World in 80 Chomps
9. The Genie of Pacdad
10. P.J. Goes Pac-Hollywood
11. Dr. Jekyll & Mr. Pac-Man
12. Public Pac-Enemy No. 1
13. Super-Pac vs. Pac-Ape
14. Computer Packy
15. Pac-Van-Winkle
16. Happy Pacs-Giving